# Вулиця Івана Богуна (Мелітополь)
Вулиця Івана Богуна — вулиця у Мелітополі. Йде від проспекта Богдана Хмельницького до вулиці Генерала Петрова. Забудована приватними будинками.

## Назва
Вулиця названа на честь Івана Богуна — козацького полковника часів Хмельниччини.

## Історія
До 1957 року вулиця носила ім'я Папаніна. 29 жовтня 1957 року перейменована на Червоноармійську.
2016 року в ході декомунізації вулиця перейменована на вулицю Івана Богуна.
7 квітня 2023 року, під час Російського вторгнення в Україну, російська окупаційна влада Мелітополя видала наказ про повернення вулиці назви Червоноармійська.